# District de Chikujō
Le district de Chikujō (築上郡, Chikujō-gun) est un district de la préfecture de Fukuoka, au Japon.
Lors du recensement de 2000, sa population était de 37 332 habitants pour une superficie de 187 km2.

## Communes du district
- Chikujō
- Kōge
- Yoshitomi